# Contraloría General de la República de Panamá
La Contraloría General de la República es la Entidad Fiscalizadora Superior de Panamá, de carácter autónomo y rango constitucional, encargada de ejercer el control de legalidad de los actos de la Administración Pública, fiscalizar el ingreso y la inversión de los fondos fiscales, municipales y de los demás organismos y servicios que determinen las leyes, examinar y juzgar las cuentas de las personas que tengan a su cargo bienes fiscales y municipales, llevar la contabilidad general de la Nación y desempeñar las demás funciones encomendadas por la ley.
En el ejercicio de sus funciones, la Contraloría Refrendo de los actos de la Administración, actuación mediante la cual señala que el decreto o resolución se encuentra conforme a la Constitución y a las leyes, o bien, en caso contrario, procede a representarlo cuando tiene algún vicio de inconstitucionalidad o de legalidad.

## Historia

### Antecedentes
En 1878, bajo la administración de Buenaventura Correoso, se promulga la Ley No.22, en la que se establece el primer reglamento para el control del gasto público, señalando que el Presupuesto del Estado era facultad del Poder Legislativo.
El 15 de febrero de 1904 la Convención Nacional y dicta la primera  Constitución, donde se responsabiliza la fiscalización al Poder Legislativo.
La Ley n.º 12 de 1904, crea el cargo de Visitador Fiscal, con Jurisdicción Nacional, a cargo de Supervisar el manejo de las operaciones del Tesoro Público e investigar y ordenar el cumplimiento de las regulaciones de la Contabilidad.
Según la Ley n.º 56 de 1904, se crea el Tribunal de Cuentas y se reglamenta su organización con las leyes n.º 9 de 1907 y la Ley n.º 34 de 1908. En 1908 según Ley No.49, se autoriza al Poder Ejecutivo organizar la Contabilidad.
En 1909 según Ley n.º 10, se adicionan atribuciones al Visitador Fiscal, investigar al Tribunal de Cuentas para determinar el cumplimiento de la ley en el examen y fenecimiento de las cuentas.
En 1917, con la Ley n.º 33, se estableció la sustitución del Tribunal de Cuentas por un Juez de Cuentas. La Ley n.º 30 de 1918 creó el cargo de Agente Fiscal y asignó al Órgano Ejecutivo la responsabilidad de nombrar al máximo funcionario.
Con la Ley n.º 84 de 1930, se creó una oficina de contabilidad y contraloría, que se denominó Contraloría General de la República, a cargo de un funcionario con el título de Contralor General de la República, nombrado por un período de cuatro años y su nombramiento requería la aprobación de la Asamblea Nacional.

### Creación de la Contraloría
La década de los años 40, se inicia con los Auditores Visitadores de las oficinas recaudadoras en toda la República. La Constitución de 1941, establece un Departamento del Poder Ejecutivo, independiente de los Ministerios de Estado, denominado Contraloría General de la República; cuya misión es la de fiscalizar y controlar los movimientos de los Tesoros Públicos.
El Contralor General de la República, será nombrado por el presidente con la aprobación de la Asamblea Nacional, por un período de seis años, dentro del cual no podrá ser suspendido ni removido, sino por las causas definidas en la Ley.
La Ley n.º 6 de 1941, establece los deberes y facultades de la Contraloría General. En 1943 la Contraloría General de la República se acoge al Sistema IBM: que apoyaba la labor de control y fiscalización.
Según Decreto n.º 176 de 31 de diciembre de 1944, se traslada a la Contraloría General de la República la Oficina de Estadística, que pertenecía al Ministerio de Agricultura y Comercio.
La  Constitución De 1946, establece 

Artículo 223:Habrá un Departamento independiente del Órgano Ejecutivo denominado Contraloría General de la República, cuya misión es la de: Fiscalizar, regular, vigilar y controlar los movimientos de los tesoros públicos y la de examinar, comprobar, revisar e intervenir las cuentas de los mismos

Ejercerá la Dirección de este Departamento un funcionario que se denominará Contralor General de la República, secundado por un Subcontralor General, nombrados por la Asamblea Nacional por un período que comenzará el 1° de noviembre cada cuatro años; dentro del cual no podrán ser suspendidos ni removidos, sino por la Corte Suprema de Justicia, en virtud de causas definidas en la Ley.
En la década de 1970, se pone en práctica por primera vez, el procesamiento electrónico en el levantamiento de los censos.

Según la Ley n.º 46 de 1952, se aprueba una nueva legislación tributaria sobre el impuesto sobre la renta, lográndose que se legisle sobre sueldos o cargos similares, y se limita el monto de sueldo a aquellos que pueden ejercer dos cargos públicos.
A raíz de la vigencia de los tratados Remón-Eisenhower, se reorganiza el sistema interno de fiscalización, compilación y clasificación de las planillas. Se inicia la fiscalización y control del impuesto sobre la renta, a los empleados de la Zona del Canal de Panamá.
En 1967, se mecaniza la contabilidad presupuestaria. 
El 17 de julio de 1972, se efectuó el primer registro presupuestario, a través de una terminal de teleproceso. Ese mismo año se pone en marcha el Sistema de Teleproceso, con proyección de terminales en los Ministerios.
En 1974 se dicta la Ley n.º 92, relacionada con la Protección al Sueldo del Empleado Público. La Contraloría emite el primer Reglamento de Claves de Descuentos.
En 1976 con la Ley n.º 22, se pone en ejecución el ejercicio de la contrafirma de los cheques girados contra las cuentas bancarias, en todas las instituciones del sector público regulando el Control Previo.
En 1979, se da la apertura de las Oficinas Regionales de la Contraloría General de la República. Se incrementó la fiscalización en los Consulados de la Marina Mercante Nacional en el exterior, se fiscalizan los incentivos que conduce el Estado hacia las industrias y a la aplicación y captación de ingresos, a través del Régimen Aduanero Nacional.
En 1984, se emite el Decreto n.º 63 de la Contraloría General, en donde se establecen los lineamientos básicos y generales en materia de fianzas y se estandarizan los formatos de las fianzas. Además, se dicta la Ley n.º 32 de 8 de noviembre de 1984, Orgánica de la Contraloría General.
Según Decreto n.º 36 de 10 de febrero de 1990, se crea la Dirección de Responsabilidad Patrimonial. 
En 1991, se crean la Dirección de Control Fiscal y la Dirección de Auditoría General, ambas creadas según el Decreto No.101 de 22 de mayo de 1991, se separan las atribuciones de control fiscal o previo del control posterior.
El 5 de junio de 1991, se firma Convenio de Donación n.º 525-0306, entre los Estados Unidos y la República de Panamá. En el año de 1992, la Contraloría General de la República, da inicio a la ejecución del Proyecto de Reforma a la Administración Financiera (RAF), con la colaboración de la Agencia de los Estados Unidos para el Desarrollo Internacional, AID/Panamá, para mejorar las áreas componentes de la Administración Financiera: Presupuesto, Contabilidad, Tesorería, Crédito Público y Auditoría Gubernamental, respectivamente, con la participación Interinstitucional de las contra partes nacionales, la Contraloría General de la República, el Ministerio de Planificación y Política Económica y el Ministerio de Hacienda y Tesoro.
El 21 de junio de 1993, la Contraloría General emite el Decreto n.º 113, mediante el cual adopta el primer Manual General de Contabilidad Gubernamental, con los principios, normas y procedimientos contables, para todas las dependencias públicas en la República de Panamá.
El 11 de junio de 1997, se emite la Enmienda n.º 5, al Convenio de Donación, extendiendo la fecha final del Proyecto RAF al 31 de diciembre de 1998, se conjugaron los objetivos iniciales del Proyecto, por objetivos estratégicos, concentrando su gestión en estos tres objetivos:
- Crear una oficina de Tesorería del Estado, la cual se denominará Dirección General de Tesorería adscrita al Ministerio de Hacienda y Tesoro. La Contraloría General, según Convenio del 29 de junio de 1998, coordinó el proceso de transición de las funciones de pago a esta nueva oficina.

- Desarrollar e implantar el " Sistema Integrado de Administración Financiera de Panamá " (SIAFPA).

- Colaborar con la armonización de la gestión financiera de la Autoridad del Canal de Panamá.

## Estructura y organización
El capítulo III del Título IX de la  Constitución establece un organismo autónomo con el nombre de Contraloría General de la República, el cual ejercerá las funciones que el artículo 280 le señala.

### Contralor general de la República
El artículo 279 de la  Constitución establece que la Contraloría será dirigida por una persona denominada contralor general de la República, el cual será designado por el presidente de la República siendo ratificado por la Asamblea Nacional